# 金尼阁
尼古拉·特里戈（Nicolas Trigault，1577年3月3日—1628年11月14日），漢名金尼阁，字四表，法兰西人，耶稣会会士，汉学家。

## 生平
1577年3月3日，金尼阁生於西屬尼德蘭法蘭德斯的杜埃城（今属於法國），1594年11月9日加入耶稣会，1607年3月自杜埃大学毕业，被派遣至远东开展传教工作。金尼阁在1610年 (萬曆三十八年) 抵达澳门，1611年(萬曆三十九年)到达南京。
1611年4月(萬曆三十九年三月)，因李之藻之请，偕司铎郭居静、修士钟鸣仁赴杭州宣傳天主教。
1613年2月(萬曆四十一年正月)，奉耶稣会中国教区会长龙华民之命返回欧洲，赴罗马向教宗保禄五世汇报教务工作，并向教廷请求允许以汉语举行聖事，以中文翻译圣经。1615年6月(萬曆四十三年五月)，教宗颁发诏谕，同意耶稣会中国教区的请求。
1618年4月(萬曆四十六年三月)，金尼阁带着教宗的诏谕以及在欧洲募集到的七千多部图书，率领二十余名新招募的愿意来华传教的传教士，由里斯本出发。后来成为著名传教士的邓玉函、罗雅谷、汤若望、傅汎际与之同船赴华。次年7月(萬曆四十七年六月)，金尼阁抵达澳门，1620年(萬曆四十八年) 抵达南京。1621年 (天啟元年)，金尼阁赴南昌、建昌、韶州视察。1623年(天啟三年)，赴开封宣教。1624年(天啟四年)，赴绛州建教堂。1625年(天啟五年)，赴陕西。1627年(天啟七年)，返回杭州。
1628年11月14日 (崇禎元年十月十九日)，金尼阁於杭州辭世，被安葬於杭州城外的耶稣会司铎公墓。

## 汉学和译著
金尼阁抵达中国以后，对中国的政治、历史、宗教、语言等都有一定的研究。
金尼阁是第一个把五经翻译成拉丁文的人。1626年 (天啟六年)，他在杭州将翻译成拉丁文的五经付梓，定名《Pentabiblion Sinense》。同年，金尼阁将《西儒耳目资》付梓，它是第一部运用音素字母对汉字标音的字典。
此外，金尼阁还是第一个系统地编写中国编年史的西方人。他还曾将利玛窦的意大利文回忆录手稿翻译成拉丁文，以《利玛窦中国札记》为名刊行。
金尼阁曾经与福建举人张赓合作选译《伊索寓言》，定名《况义》。第二次抵华以后，金尼阁曾订有庞大的译书计划，但由于他的过早逝世，计划并未实行。金尼阁所带来的七千多部图书也因为无人问津而逐渐散佚、流失。
- 《西儒耳目資》(一) 作者 金尼閣。
- 《西儒耳目資》(二) 作者 金尼閣。
- 《西儒耳目資》(三) 作者 金尼閣。
- 金尼閣等人的墓碑，他的名字在左起第三行“金四表先生”。